# Chiyo
- Chiyo est un prénom japonais féminin.
- Chiyo est le véritable nom de la geisha Nitta Sayuri dans Geisha d'Arthur Golden.
- Chiyo est un personnage du manga et anime Naruto.

## En kanji
Kanji fréquemment utilisé :
- Chi (kanji pour mille) et yo (kanji pour génération, longue durée)
- Chiyoko est un prénom formé sur Chiyo (ajout de ko, enfant).

### Signification
- Mille générations
- Enfants de mille générations